# Tetraogallus himalayensis
Il tetraogallo dell'Himalaya, anche tetraogallo himalayano  (Tetraogallus himalayensis G. R. Gray, 1843) è un uccello galliforme della famiglia dei Fasianidi diffuso sulla catena montuosa omonima e in alcune aree della vicina catena montuosa asiatica del Pamir. Vive sui pascoli alpini e sugli impervi dirupi rocciosi, lungo i quali si tuffa in volo per sfuggire ai pericoli. In alcune zone del suo vasto areale, la sua distribuzione si sovrappone a quella del tetraogallo del Tibet, leggermente più piccolo. Le popolazioni provenienti da località diverse dell'areale esibiscono alcune variazioni nella colorazione e del piumaggio e ne vengono pertanto riconosciute sei sottospecie. Negli anni sessanta la specie è stata introdotta sulle montagne del Nevada, negli Stati Uniti, e da allora una popolazione selvatica si è insediata stabilmente sulle Ruby Mountains.

## Descrizione

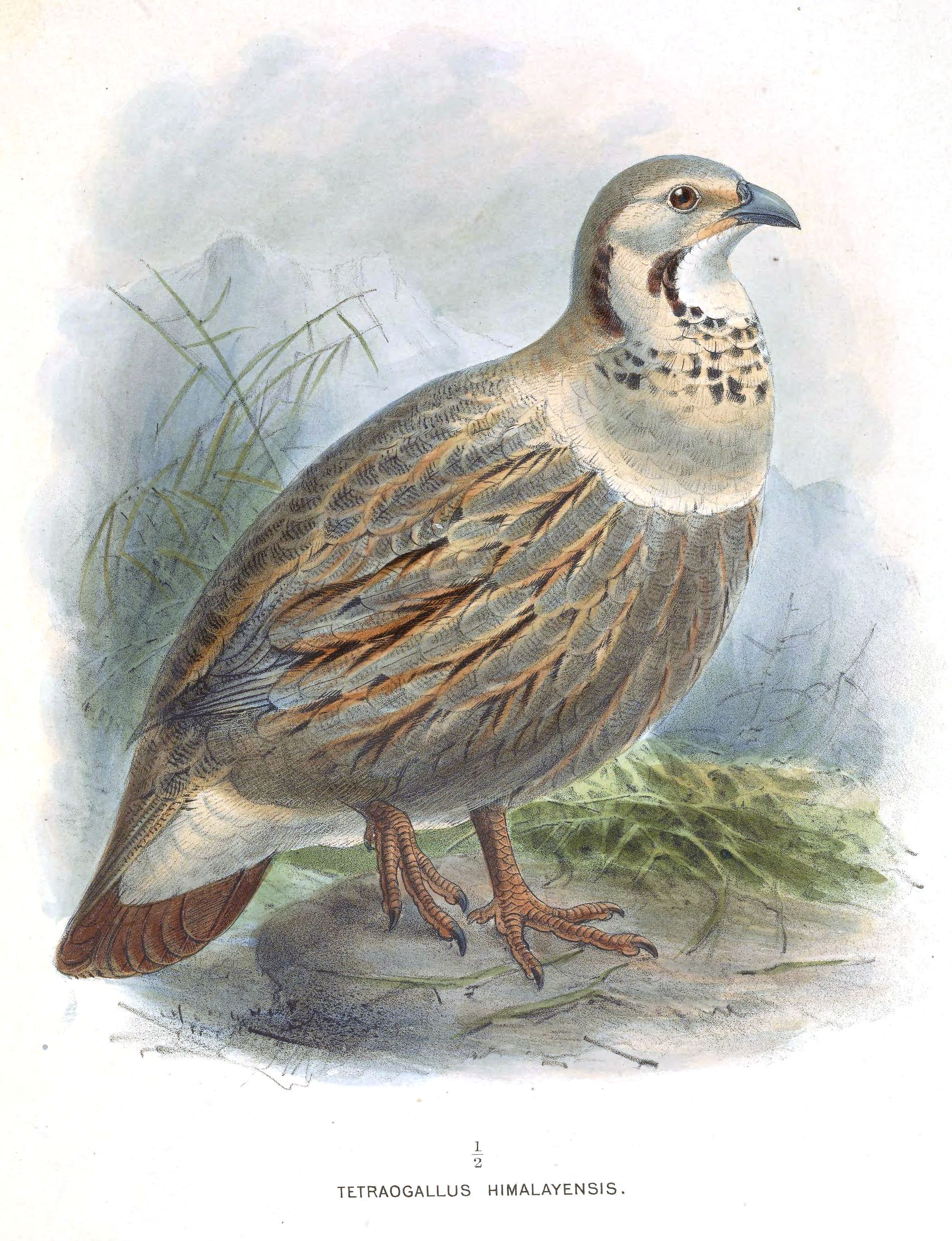
Disegno di J. G. Keulemans (1891).

Il tetraogallo dell'Himalaya è un grosso uccello simile ad una starna, della lunghezza di 55-74 cm e del peso di 2-3,1 kg. Il motivo della testa è simile a quello della più piccola e variopinta coturnice orientale. La gola e i lati della testa, di colore bianco, sono contornati da una sorta di mustacchio di colore castano e da un'altra fascia più larga, anch'essa castana, che si diparte dall'occhio, passa dietro l'orecchio, e si allarga nel collare. Le regioni superiori sono grigie, con le penne del groppone e delle ali contornate di rossiccio. La parte alta del petto è grigia con macchie scure a forma di mezzaluna, mentre quella bassa è di colore grigio scuro; i fianchi sono ricoperti da striature nere, castane e bianche. Le copritrici del sottocoda sono bianche. Le zampe e l'anello perioculare sono di colore giallo. Entrambi i sessi hanno un piumaggio simile, ma le femmine sono più piccole e sono prive del grosso sperone sul tarso presente nei maschi. In volo, se visto dall'alto, è facile identificarlo, grazie alle remiganti primarie bianche dall'estremità nera e dalle penne esterne della coda di colore rossiccio. Il tetraogallo del Tibet, invece, si caratterizza per il margine posteriore delle remiganti secondarie di colore bianco che contrasta nettamente con il grigio delle ali.

## Biologia

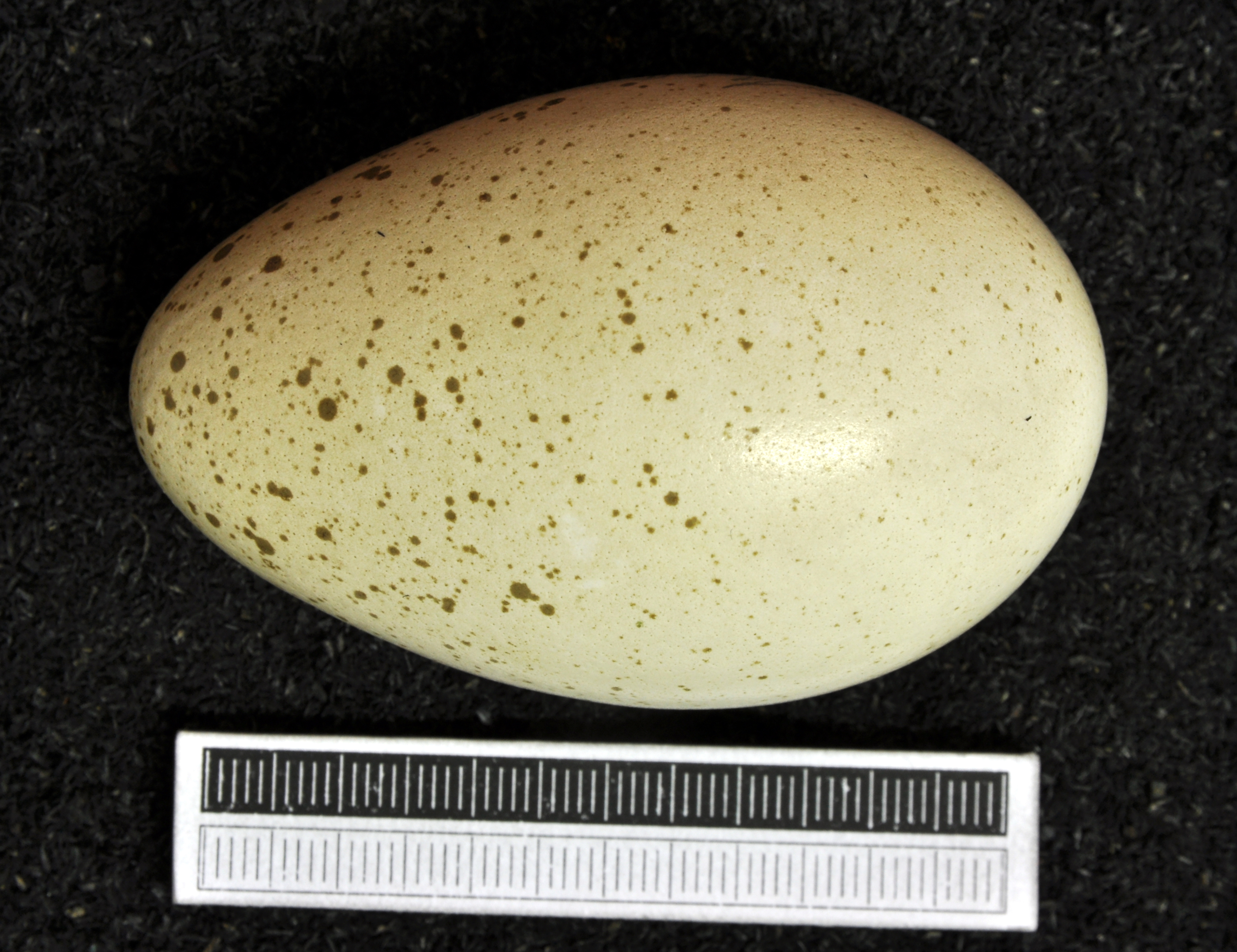
Uovo, collezione del museo di Wiesbaden.

Al di fuori della stagione della riproduzione, i tetraogalli dell'Himalaya conducono vita gregaria, spostandosi in piccoli gruppi. Più gruppi possono abitare sulla stessa collina. Abitano esclusivamente su terreni aperti e sembrano prediligere le pendici rocciose delle colline. Si nutrono di erba, germogli, bacche e semi. Al mattino discendono i fianchi della collina per abbeverarsi. Quando vengono avvicinati dal basso, cercano di risalire camminando il fianco della collina, mentre se vengono avvicinati dall'alto discendono in volo il versante ad ali spiegate. In India la stagione degli amori ha luogo in estate, tra aprile e giugno. Durante l'inverno sono silenziosi, mentre in primavera il loro richiamo costituisce una componente familiare del paesaggio in cui vivono. Il canto consiste in un lungo fischio in tre parti di tonalità ascendente. Possono anche emettere uno stridulo richiamo di insensità crescente.
Quando si alimentano, risalgono la collina camminando lentamente, becchettando le tenere foglioline d'erba e i giovani germogli delle piante che incontrano sul cammino. Sono stati visti nutrirsi di bacche di Ephedra, foglie di Artemisia, germogli d'erba, bulbi e infiorescenze di un'erba simile alla segale. Sui monti Hunza, le osservazioni sembrano indicare una particolare preferenza per la Sibbaldia cuneata. Non appena raggiunta la sommità del crinale di una collina, si spostano in volo verso una collina adiacente, atterrando ad una certa distanza ai piedi di essa, e ricominciano di nuovo lo stesso cammino verso la cima. Mentre camminano, sollevano la coda mettendo in mostra il bianco delle copritrici del sottocoda. Sono animali generalmente cauti e quando vengono disturbati risalgono correndo la collina, per poi lanciarsi in volo dalla sua sommità, raggiungendo anche una considerevole velocità. Sui pascoli alpini sono più esposti agli attacchi dei predatori che sugli scoscesi versanti dei monti, e il radunarsi insieme in gran numero permette loro di avere più occhi a disposizione per tenere sotto controllo i dintorni e alimentarsi con maggiore tranquillità. Sui monti Hunza i gruppi tendono ad essere più numerosi nelle aree rocciose, dove corrono un maggior rischio di essere attaccati dalle aquile reali, che nei prati erbosi.
La stagione della riproduzione ha luogo in estate, tra aprile e giugno. Durante il corteggiamento il maschio si accovaccia sul terreno con le ali leggermente spiegate, la coda premuta sul terreno e le piume leggermente arruffate. Successivamente inizia a correre avanti e indietro di fronte alla femmina o in circolo. Il nido è una semplice conca creata raspando nel terreno, nascosta sotto una pietra o un cespuglio, generalmente situata nei pressi della cresta di un monte sul versante sottovento. La femmina depone tra le 5 e le 12 uova, di colore verde oliva o marrone e cosparse di macchioline rosse o marroni. La cova è compito esclusivo della femmina. Il maschio, monogamo, rimane nelle vicinanze del nido e spesso è stato visto montare la guardia appollaiato su una roccia elevata. Se avvista una possibile minaccia, avverte la femmina con un forte fischio. Se viene avvicinata mentre è nel nido, la femmina non lo abbandona fino a quando l'aggressore non è giunto a pochissima distanza da esso. Uova tenute in una incubatrice si sono schiuse dopo circa 27-28 giorni.
Talvolta gli adulti cadono vittima delle aquile reali. In esemplari di questa specie sono state rinvenute alcune specie di acantocefali e nematodi parassiti, come Hispaniolepis fedtschenkoi.

## Distribuzione e habitat
Il tetraogallo dell'Himalaya frequenta i pascoli alpini e gli impervi versanti delle catene montuose dell'Asia centrale e meridionale al di sopra della linea degli alberi, spingendosi fin quasi in prossimità del limite delle nevi perenni. Sull'Himalaya, vive tra i 4000 e i 5000 m in estate, per poi scendere fino a 2400 m durante i rigidi inverni.

## Tassonomia
Verso il 1841 un esemplare di una particolare specie di uccello, inviato da E. W. Bonham, console a Tabriz, raggiunse la ménagerie della Società Zoologica di Londra. George Robert Gray riconobbe giustamente che il suo aspetto era identico a quello di un uccello raffigurato sulla tavola 76 delle Illustrations of Ornithology di Jardine e Selby, denominato Tetraogallus caucasicus, originario della Persia; nella stessa opera, tuttavia, sulla tavola 141, era raffigurato un altro uccello, proveniente dalla regione himalayana, simile a questo e ivi indicato come il maschio del precedente; Gray, tuttavia, dopo aver notato la distanza geografica tra i luoghi di provenienza dei due animali, ritenne giusto classificare il secondo come una specie distinta, alla quale dette il nome di Tetraogallus himalayensis. Il vasto areale della specie non è continuo e le varie popolazioni disgiunte mostrano variazioni nel piumaggio che hanno indotto gli studiosi a riconoscere più sottospecie. Non tutte, però, sono universalmente riconosciute. In particolar modo la sottospecie sauricus è stata oggetto di grande dibattito tra i tassonomisti. La International Ornithologists' Union riconosce sei sottospecie:
- T. h. sauricus Potapov, 1993, originaria dei monti Tarbagatai (Kazakistan orientale, Cina occidentale);
- T. h. sewerzowi Zarudny, 1910, originaria del Tien Shan (Kazakistan orientale, Cina occidentale); non viene riconosciuta da Ernst Hartert[25];
- T. h. incognitus Zarudny, 1911, diffusa nelle regioni meridionali del Tagikistan e in quelle settentrionali dell'Afghanistan, caratterizzata da una colorazione generale molto più chiara, con macchie di colore castano chiaro o beige sulle regioni inferiori, anziché nere[6]. In essa vengono ascritti anche gli esemplari precedentemente inclusi in una sottospecie a parte, T. h. bendi, descritta da Walter Norman Koelz[6][25][26];
- T. h. himalayensis G. R. Gray, 1843, diffusa nella fascia di territorio compresa tra l'Afghanistan orientale e le regioni nord-occidentali dell'India e quelle occidentali del Nepal;
- T. h. grombczewskii Bianchi, 1898, diffusa nelle regioni meridionali dello Xinjiang (Cina occidentale) e in quelle settentrionali del Tibet;
- T. h. koslowi Bianchi, 1898, diffusa nello Xinjiang sud-occidentale, nel Qinghai settentrionale e nel Gansu sud-occidentale (Cina sud-occidentale).

Le forme diffuse nella regione himalayana sono quelle che si sono differenziate precedentemente a partire dalla linea evolutiva comune di questa specie. Esse sono separate geograficamente dalle altre popolazioni dal deserto del Taklamakan e gli studiosi hanno stimato che tale separazione sia avvenuta dopo le glaciazioni del Pleistocene (un milione di anni fa).

## Conservazione
Dal momento che il tetraogallo dell'Himalaya occupa un areale molto vasto e la sua popolazione sembra non essere in diminuzione, viene classificato dalla IUCN tra le «specie a rischio minimo» (Least Concern).
Nel 1961, dopo aver notato una certa somiglianza tra il paesaggio himalayano e quello del Nevada, la Commissione Caccia e Pesca di questo Stato americano valutò la possibilità di introdurre nel Paese il tetraogallo dell'Himalaya per farne oggetto di caccia. La Commissione fece quindi espressa richiesta di alcuni uccelli al presidente del Pakistan. Numerosi esemplari vennero catturati nella regione di Hunza e furono trasferiti via nave, con ingenti perdite, negli Stati Uniti, dove furono allevati in una particolare struttura nella Mason Valley prima di essere introdotti in natura; nell'arco di un periodo di 15 anni (1965-1979) furono rilasciati in tutto più di 2000 esemplari. Una popolazione selvatica di circa 200-500 individui si è insediata sulle Ruby Mountains, dove si alimenta al di sopra del limite degli alberi.